# Profvoetballer van het Jaar 2012
De uitreiking van de Belgische trofee voor Profvoetballer van het Jaar 2012 vond plaats op 13 mei 2012.
Silvio Proto werd eerder al uitgeroepen tot Keeper van het Jaar, Frank De Bleeckere tot Scheidsrechter van het Jaar en Hein Vanhaezebrouck tot Trainer van het Jaar.

## Profvoetballer van het Jaar

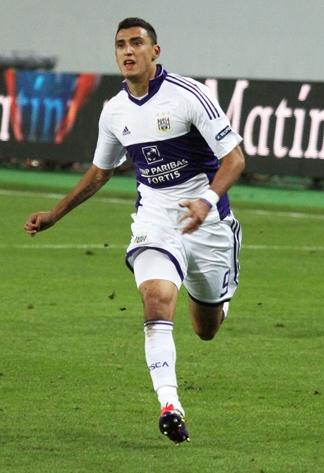
Matías Suárez.

De winnaar werd op 13 mei bekendgemaakt, de overige spelers uit de top 20 op 12 mei.
| Nr. | Land                    | Winnaar             | Club              | Ptn. |
| --- | ----------------------- | ------------------- | ----------------- | ---- |
| 1.  | Vlag van Argentinië     | Matías Suárez       | RSC Anderlecht    | 928  |
| 2.  | Vlag van België         | Kevin De Bruyne     | KRC Genk          | 585  |
| 3.  | Vlag van Congo-Kinshasa | Dieumerci Mbokani   | RSC Anderlecht    | 507  |
| 4.  | Vlag van Frankrijk      | Jérémy Perbet       | RAEC Mons         | 221  |
| 5.  | Vlag van België         | Vadis Odjidja-Ofoe  | Club Brugge       | 54   |
| 6.  | Vlag van Argentinië     | Lucas Biglia        | RSC Anderlecht    | 49   |
| 7.  | Vlag van Nigeria        | Joseph Akpala       | Club Brugge       | 45   |
| 8.  | Vlag van België         | Jelle Vossen        | KRC Genk          | 43   |
| "   | Vlag van Ivoorkust      | Gohi Bi Cyriac      | Standard Luik     | 43   |
| 10. | Vlag van Nederland      | Ryan Donk           | Club Brugge       | 41   |
| "   | Vlag van Frankrijk      | Julien Gorius       | KV Mechelen       | 41   |
| 12. | Vlag van Burundi        | Meme Tchité         | Standard Luik     | 31   |
| 13. | Vlag van Senegal        | Cheikhou Kouyaté    | RSC Anderlecht    | 29   |
| 14. | Vlag van Servië         | Milan Jovanović     | RSC Anderlecht    | 27   |
| 15. | Vlag van België         | Silvio Proto        | RSC Anderlecht    | 26   |
| 16. | Vlag van België         | Benjamin De Ceulaer | KSC Lokeren       | 24   |
| 17. | Vlag van Israël         | Lior Refaelov       | Club Brugge       | 23   |
| 18. | Vlag van België         | Grégory Dufer       | Sint-Truidense VV | 22   |
| 19. | Vlag van Congo-Kinshasa | Zola Matumona       | RAEC Mons         | 21   |
| "   | Vlag van Argentinië     | Hernán Losada       | Beerschot AC      | 21   |

## Keeper van het Jaar

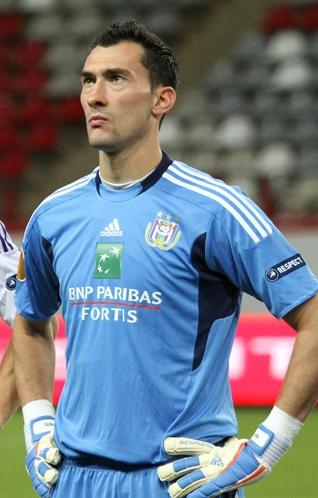
Silvio Proto.

Silvio Proto werd met Anderlecht kampioen en was een jaar lang een van de sterkhouders van paars-wit. Met zijn uitstekende reflexen zorgde hij er regelmatig voor dat zijn netten schoon bleven. Hij werd bovendien in de loop van het seizoen viceaanvoerder. Zowel op als naast het veld verdedigde hij de kleuren van Anderlecht. Toen het team in de pers onder vuur kwam te liggen, laste hij samen met aanvoerder Lucas Biglia een persstop in. Proto won de trofee in 2005 al eens als doelman van La Louvière.

### Uitslag
| Nr. | Land                     | Winnaar             | Club                | Ptn. |
| --- | ------------------------ | ------------------- | ------------------- | ---- |
| 1.  | Vlag van België          | Silvio Proto        | RSC Anderlecht      | 1186 |
| 2.  | Vlag van Turkije         | Sinan Bolat         | Standard Luik       | 603  |
| 3.  | Vlag van Nederland       | Sergio Padt         | AA Gent             | 217  |
| 4.  | Vlag van Hongarije       | László Köteles      | KRC Genk            | 181  |
| 5.  | Vlag van Servië          | Bojan Jorgacevic    | Club Brugge         | 172  |
| 6.  | Vlag van Japan           | Eiji Kawashima      | Lierse SK           | 158  |
| 7.  | Vlag van Ivoorkust       | Barry Boubacar Copa | KSC Lokeren         | 147  |
| 8.  | Vlag van België          | Thomas Kaminski     | Oud-Heverlee Leuven | 69   |
| 9.  | Vlag van België          | Olivier Werner      | RAEC Mons           | 49   |
| 10. | Vlag van Noord-Macedonië | Tomislav Pačovski   | Beerschot AC        | 48   |

## Trainer van het Jaar
Na een mislukt verblijf bij KRC Genk keerde Hein Vanhaezebrouck in 2010 terug naar KV Kortrijk. Met een kleine spelerskern slaagde hij er in het seizoen 2011/12 in om zich te plaatsen voor de bekerfinale en play-off I. De West-Vlaming bracht aantrekkelijk voetbal en maakte het elke club moeilijk. Toen Kortrijk uiteindelijk naast de beker greep, kreeg Vanhaezebrouck kritiek op zijn behoudende aanpak in de finale. Hij weerlegde die kritiek door tijdens de play-offs te tonen dat Kortrijk niet hoefde onder te doen voor de zogenaamde topclubs.
Op 9 mei kreeg Vanhaezebrouck de trofee voor Trainer van het Jaar uit handen van bondscoach Georges Leekens. Vanhaezebrouck haalde het voor Ariël Jacobs die met RSC Anderlecht kampioen werd.
Opmerkelijk: in de top 10 komen twee trainers van Club Brugge voor. Adrie Koster werd in de loop van het seizoen ontslagen en opgevolgd door Christoph Daum.

### Uitslag
| Nr. | Land               | Winnaar             | Club                | Ptn. |
| --- | ------------------ | ------------------- | ------------------- | ---- |
| 1.  | Vlag van België    | Hein Vanhaezebrouck | KV Kortrijk         | 561  |
| 2.  | Vlag van België    | Ariël Jacobs        | RSC Anderlecht      | 468  |
| 3.  | Vlag van België    | Peter Maes          | KSC Lokeren         | 430  |
| 4.  | Vlag van België    | Bob Peeters         | Cercle Brugge       | 351  |
| 5.  | Vlag van Noorwegen | Trond Sollied       | AA Gent             | 287  |
| 6.  | Vlag van Duitsland | Christoph Daum      | Club Brugge         | 256  |
| 7.  | Vlag van Nederland | Mario Been          | KRC Genk            | 210  |
| 8.  | Vlag van België    | José Riga           | Standard Luik       | 123  |
| 9.  | Vlag van Nederland | Adrie Koster        | Club Brugge         | 76   |
| 10. | Vlag van België    | Ronny Van Geneugden | Oud-Heverlee Leuven | 62   |

## Scheidsrechter van het Jaar
Voor de zevende en laatste keer werd Frank De Bleeckere verkozen tot Scheidsrechter van het Jaar. De afscheidnemende arbiter haalde het voor Jérôme Efong Nzolo. De Bleeckere zette op 17 december 2011 een punt achter zijn carrière. Hij kreeg de trofee op 10 mei uit handen van Ludwig Sneyers en gewezen scheidsrechter Marcel Van Langenhove.

### Uitslag
| Nr. | Land                             | Winnaar              | Ptn. |
| --- | -------------------------------- | -------------------- | ---- |
| 1.  | Vlag van België                  | Frank De Bleeckere   | 659  |
| 2.  | Vlag van Gabon · Vlag van België | Jérôme Efong Nzolo   | 425  |
| 3.  | Vlag van België                  | Sébastien Delferière | 287  |
| 4.  | Vlag van België                  | Johan Verbist        | 186  |
| 5.  | Vlag van België                  | Tim Pots             | 147  |
| 6.  | Vlag van België                  | Laurent Colemonts    | 139  |
| 7.  | Vlag van België                  | Joeri Van de Velde   | 137  |
| 8.  | Vlag van België                  | Serge Gumienny       | 125  |
| 9.  | Vlag van België                  | Alexandre Boucaut    | 119  |
| 10. | Vlag van België                  | Luc Wouters          | 110  |